# Coppa delle Fiere 1955-1958
La prima edizione della Coppa delle Fiere venne disputata tra il 1955 e il 1958, prendendo forma a Basilea su spinta dell'Associazione Svizzera di Football il 19 aprile 1955. La competizione iniziò con una fase a gironi con partite di andata e ritorno. Il programma originale prevedeva solo due anni, uno per i gironi ed uno per le finali, ma lo scarso interesse per la prima fase causò il prolungamento della manifestazione, tra svariate defezioni.
A causa delle regole del torneo, secondo cui ogni città poteva iscrivere solo una squadra, molte città con diverse squadre selezionarono i migliori giocatori di ciascuna per creare una rappresentativa cittadina. Due di queste, il Barcelona XI ed il London XI, raggiunsero la finale nella quale prevalsero gli spagnoli (il titolo, poi, verrà riconosciuto a posteriori al Barcellona).

## Fase a gironi
- Stagioni sportive 1955-1956 e 1956-1957.

### Gruppo A
| Squadra          | Punti | G | V | Pa | Pe | GF | GS | DR |
| ---------------- | ----- | - | - | -- | -- | -- | -- | -- |
| 1. Barcelona XI  | 3     | 2 | 1 | 1  | 0  | 7  | 3  | +4 |
| 2. Copenaghen XI | 1     | 2 | 0 | 1  | 1  | 3  | 7  | -4 |

- Nota: al girone avrebbe dovuto prendere parte la rappresentativa della città di Vienna, che tuttavia declinò l'invito.

| 1ª giornata (25 dicembre 1955) |     |               |
| Barcelona XI                   | 6–2 | Copenaghen XI |
| 2ª giornata (26 aprile 1956)   |     |               |
| Copenaghen XI                  | 1–1 | Barcelona XI  |

- Girone concluso il 26 aprile 1956.

### Gruppo B
| Squadra            | Punti | G | V | Pa | Pe | GF | GS | DR |
| ------------------ | ----- | - | - | -- | -- | -- | -- | -- |
| 1. Birmingham City | 7     | 4 | 3 | 1  | 0  | 6  | 1  | +5 |
| 2. Inter           | 5     | 4 | 2 | 1  | 1  | 6  | 2  | +4 |
| 3. Zagabria XI     | 0     | 4 | 0 | 0  | 4  | 0  | 9  | -9 |

| 1ª giornata (16 maggio 1956)  |     |                 |
| Inter                         | 0–0 | Birmingham City |
| 2ª giornata (22 maggio 1956)  |     |                 |
| Zagabria XI                   | 0–1 | Birmingham City |
| 3ª giornata (6 giugno 1956)   |     |                 |
| Zagabria XI                   | 0–1 | Inter           |
| 4ª giornata (3 dicembre 1956) |     |                 |
| Birmingham City               | 3–0 | Zagabria XI     |
| 5ª giornata (19 marzo 1957)   |     |                 |
| Inter                         | 4–0 | Zagabria XI     |
| 6ª giornata (17 aprile 1957)  |     |                 |
| Birmingham City               | 2–1 | Inter           |

- Girone concluso il 17 aprile 1957.

### Gruppo C
| Squadra      | Punti | G | V | Pa | Pe | GF | GS | DR |
| ------------ | ----- | - | - | -- | -- | -- | -- | -- |
| 1. Losanna   | 2     | 2 | 1 | 0  | 1  | 10 | 9  | +1 |
| 2. Lipsia XI | 2     | 2 | 1 | 0  | 1  | 9  | 10 | -1 |

- Nota: al girone avrebbe dovuto prendere parte la rappresentativa della città di Stoccolma, che tuttavia declinò l'invito. Venne quindi contattata la città di Colonia, ma rifiutò anch'essa.

| 1ª giornata (6 marzo 1956)    |     |           |
| Lipsia XI                     | 6–3 | Losanna   |
| 2ª giornata (21 ottobre 1956) |     |           |
| Losanna                       | 7–3 | Lipsia XI |

- Girone concluso il 21 ottobre 1956.

### Gruppo D
| Squadra           | Punti | G | V | Pa | Pe | GF | GS | DR |
| ----------------- | ----- | - | - | -- | -- | -- | -- | -- |
| 1. London XI      | 6     | 4 | 3 | 0  | 1  | 9  | 3  | +6 |
| 2. Francoforte XI | 4     | 4 | 2 | 0  | 2  | 10 | 10 | 0  |
| 3. Basilea XI     | 2     | 4 | 1 | 0  | 3  | 7  | 13 | -6 |

| 1ª giornata (4 giugno 1955)   |     |                |
| Basilea XI                    | 0–5 | London XI      |
| 2ª giornata (26 ottobre 1955) |     |                |
| London XI                     | 3–2 | Francoforte XI |
| 3ª giornata (4 maggio 1956)   |     |                |
| London XI                     | 1–0 | Basilea XI     |
| 4ª giornata (20 giugno 1956)  |     |                |
| Francoforte XI                | 5–1 | Basilea XI     |
| 5ª giornata (27 marzo 1957)   |     |                |
| Francoforte XI                | 1–0 | London XI      |
| 6ª giornata (12 giugno 1957)  |     |                |
| Basilea XI                    | 6–2 | Francoforte XI |

- Girone concluso il 12 giugno 1957.

## Semifinali
- Gare disputate nel 1957, precisamente il 23 ottobre (andata), 13 novembre (ritorno) e 26 novembre (spareggio).

| Squadra 1       | Tot.  | Squadra 2    | Andata | Ritorno | Spareggio |
| --------------- | ----- | ------------ | ------ | ------- | --------- |
| Birmingham City | 5 - 6 | Barcelona XI | 4 - 3  | 0 - 1   | 1 - 2     |
| Losanna         | 2 - 3 | London XI    | 2 - 1  | 0 - 2   |           |

## Finali
- Gare disputate nel 1958, precisamente il 5 marzo (andata) e 1º maggio (ritorno).

| Squadra #1 | Ris.  | Squadra #2   | Andata | Ritorno |
| ---------- | ----- | ------------ | ------ | ------- |
| London XI  | 2 - 8 | Barcelona XI | 2 - 2  | 0 - 6   |